# Gilbert M. Anderson

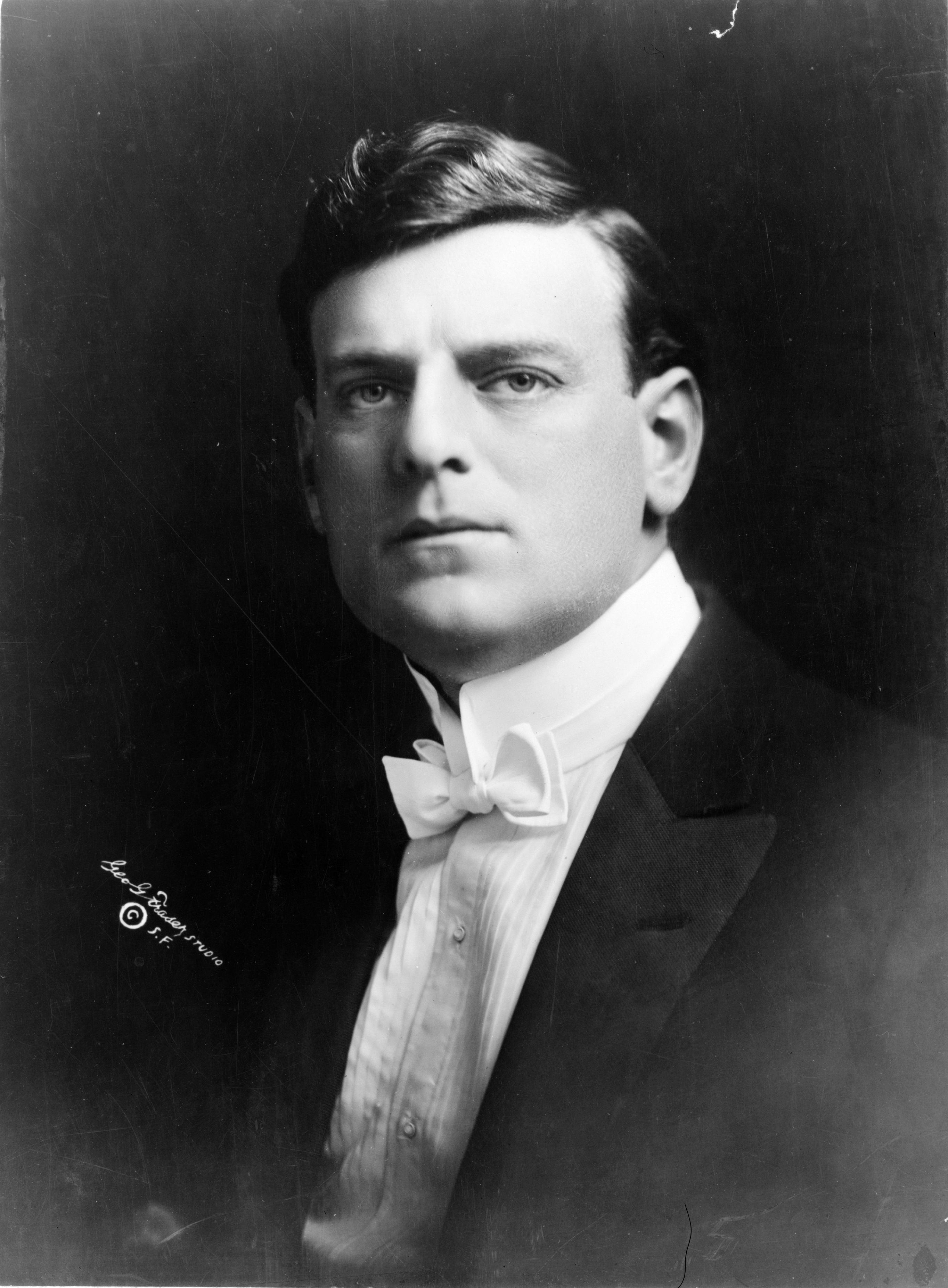
Gilbert Anderson (1913)

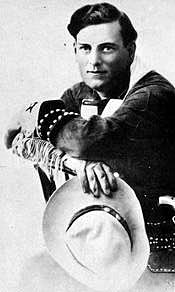
Gilbert M. Anderson als Broncho Billy

Gilbert Maxwell Anderson, gebürtig Maxwell Henry Aronson, (* 21. März 1880 in Little Rock, Arkansas; † 20. Januar 1971 in Woodland Hills, Kalifornien) war ein US-amerikanischer Schauspieler, Regisseur, Produzent und Drehbuchautor. Mit der von ihm verkörperten Figur des Broncho Billy schuf er den ersten Westernhelden der Filmgeschichte.

## Leben
Geboren unter dem Namen Maxwell Henry Aronson war er eines von sieben Kindern einer jüdischen Familie und wuchs in Pine Bluff und St. Louis auf. Im Alter von 18 Jahren ging er nach New York und arbeitete als Fotomodell und Zeitungsausträger, bevor er am Vaudeville-Theater als Schauspieler begann.
Seit 1902 arbeitete er auch für die Edison Studios als Darsteller und Drehbuchautor. In Edwin S. Porters frühem Film Der große Eisenbahnraub spielte er drei Rollen. Nach begeisterten Publikumsreaktionen stieg er mit seinem Künstlernamen Gilbert M. Anderson voll ins Filmgeschäft ein und war bei Vitagraph und Selig beschäftigt. 1907 gründete er gemeinsam mit George K. Spoor in Chicago die Filmgesellschaft Essanay (engl. „S an' A“, S für Spoor und A für Anderson/Aronson), die in den 1910er Jahren zu den führenden Studios gehörte und zahlreiche Stars der Stummfilmzeit kreierte. 1907 drehte Anderson mit The Bandit Makes Good den ersten einer Serie von 148 Western, in denen er den Cowboy „Broncho Billy“ spielte. In dieser Rolle wurde Gilbert M. Anderson legendär. Spoor kümmerte sich in Chicago um die Firma, während Anderson im Westen der USA Filme drehte. 1912 gingen sie ins sonnigere Kalifornien nach Niles.
Ende 1914 konnte er Charles Chaplin als Ersatz für Augustus Carney, den ausgestiegenen Star der erfolgreichen Essanay-Comedy-Westernserie Alkali Ike, gewinnen. In einem von Chaplins 14 Filmen für Essanay, The Champion, hatte Anderson einen Gastauftritt als Schauspieler, woraufhin sich Chaplin mit einem Gastauftritt in Andersons His Regeneration revanchierte. Nach dem Weggang Chaplins 1916 verkaufte Anderson seine Firmenanteile an seinen Partner Spoor und zog sich – wie vertraglich vereinbart – für zwei Jahre vom Filmgeschäft zurück. Während dieser Zeit produzierte er Theaterstücke in New York. Er begann sein Comeback, doch Streitigkeiten mit den Metro Studios ließen ihn nach 1920 erneut von der Schauspielerei Abstand nehmen. Stattdessen übernahm er die Produktion und Regie von Kurzfilmen mit Stan Laurel, darunter dessen erstem Film mit Oliver Hardy: A Lucky Dog. Nach 1923 zog er sich endgültig von der Filmarbeit zurück.
Um 1950 bemühte sich Anderson gemeinsam mit seiner Tochter Maxine (geboren 1908) vergeblich um die Veröffentlichung eines Kompilationsfilms mit dem Westernhelden Broncho Billy. 1958 wurde Gilbert M. Anderson „für seinen Beitrag zur Entwicklung des Films als Unterhaltungsindustrie“ ein Ehrenoscar verliehen. 1965 kam er, inzwischen hochbetagt, in dem B-Film-Western Colorado Saloon 12 Uhr 10 zu einem letzten Filmauftritt. Ein Stern auf dem Hollywood Walk of Fame bei 1651 Vine Street erinnert heute an ihn. 1998 wurde er auf einer US-amerikanischen Briefmarke abgebildet und 2002 in die Western Performers Hall of Fame des National Cowboy & Western Heritage Museum in Oklahoma City aufgenommen. In Niles, dem kalifornischen Sitz der Essanay Studios, wird jährlich ein „Broncho Billy Silent Film Festival“ veranstaltet.

## Filmografie

### Kurzfilm = K, Rolle alsBroncho Billy= BB, Regie = R, Drehbuch = D
- 1903: Der große Eisenbahnraub (The Great Train Robbery,K)
- 1903: The Messenger Boy’s Mistake (K)
- 1903: What Happened in the Tunnel (K)
- 1904: A Brush Between Cowboys and Indians (K)
- 1904: Western Stage Coach Hold Up (K)
- 1905: Adventures of Sherlock Holmes (K)
- 1905: The Train Wreckers (K)
- 1907: Western Justice (K,R)
- 1907: The Bandit King (K,R)
- 1907: The Baseball Fan (K,D)
- 1908: The Bandit Makes Good (K)
- 1908: The Life of an American Cowboy (K,D)
- 1909: Tag Day (K,R)
- 1909: Shanghaied (K,R,D)
- 1909: The Road Agents (K,R,D)
- 1909: A Tale of the West (K,R,D)
- 1909: A Mexican’s Gratitude (K,R)
- 1909: The Indian Trailer (K,BB,R,D)
- 1909: Ten Nights in a Barroom (K,R,D)
- 1909: The Black Sheep (K,R)
- 1909: A Maid of the Mountains (K,R,D)
- 1909: The Best Man Wins (K,R,D)
- 1909: Judgment (K,R,D)
- 1909: His Reformation (K,R,D)
- 1909: The Ranchman’s Rival (K,R,D)
- 1909: The Spanish Girl (K,R,D)
- 1909: The Heart of a Cowboy (K,R,D)
- 1910: A Western Maid (K,R,D)
- 1910: Electric Insoles (K,R)
- 1910: Won by a Hold-Up (K,R)
- 1910: The Outlaw’s Sacrifice (K,D)
- 1910: Western Chivalry (K,R,D)
- 1910: The Cowboy and the Squaw (K,R,D)
- 1910: The Mexican’s Faith (K,R,D)
- 1910: The Ranch Girl’s Legacy (K,R,D)
- 1910: The Fence on 'Bar Z' Ranch (K,R,D)
- 1910: Method in His Madness (K,R)
- 1910: The Girl and the Fugitive (K,R,D)
- 1910: A Ranchman’s Wooing (K,R)
- 1910: The Flower of the Ranch (K,R,D)
- 1910: The Faithful Indian (K,R,D)
- 1910: The Ranger’s Bride (K,R,D)
- 1910: The Mistaken Bandit (K,R,D)
- 1910: The Bad Man and the Preacher (K,R)
- 1910: The Cowboy’s Sweetheart (K,R,D)
- 1910: A Vein of Gold (K,R,D)
- 1910: The Sheriff’s Sacrifice (K,R,D)
- 1910: The Cowpunchers’ Ward (K,R,D)
- 1910: The Little Doctor of the Foothills (K,R)
- 1910: The Brother, Sister and the Cowpuncher (K,R)
- 1910: Away Out West (K,R,D)
- 1910: The Ranchman’s Feud (K,R,D)
- 1910: The Bandit’s Wife (K,R,D)
- 1910: The Forest Ranger (K,R,D)
- 1910: The Bad Man’s Last Deed (K,R,D)
- 1910: The Unknown Claim (K,R,D)
- 1910: Trailed to the Hills (K,R)
- 1910: The Desperado (K,R,D)
- 1910: Broncho Billy’s Redemption (K,BB,R,D)
- 1910: Under Western Skies (K,R,D)
- 1910: The Girl on Triple X (K,R,D)
- 1910: The Count That Counted (K,R)
- 1910: The Dumb Half Breed’s Defense (K,R,D)
- 1910: The Deputy’s Love (K,R)
- 1910: The Millionaire and the Ranch Girl (K,R,D)
- 1910: An Indian Girl’s Love (K,R,D)
- 1910: He Met the Champion (K,R)
- 1910: The Pony Express Rider (K,R,D)
- 1910: The Tout’s Remembrance (K,R,D)
- 1910: Patricia of the Plains (K,R,D)
- 1910: The Bearded Bandit (K,R,D)
- 1910: A Cowboy’s Mother-in-Law (K,R,D)
- 1910: Pals of the Range (K,R,D)
- 1910: The Silent Message (K,R,D)
- 1910: A Westerner’s Way (K,R,D)
- 1910: The Marked Trail (K,R,D)
- 1910: The Little Prospector (K,R,D)
- 1910: Circle C Ranch’s Wedding Present (K,R,D)
- 1910: A Cowboy’s Vindication (K,BB,R,D)
- 1910: The Tenderfoot Messenger (K,R,D)
- 1910: The Bad Man’s Christmas Gift (K,R,D)
- 1910: A Gambler of the West (K,R,D)
- 1910: Trail to the West (R,D)
- 1911: The Count and the Cowboys (K,R,D)
- 1911: The Girl of the West (K,D)
- 1911: The Border Ranger (K,R,D)
- 1911: The Two Reformations (K,R,D)
- 1911: Carmenita the Faithful (K,R,D)
- 1911: The Bad Man’s Downfall (K,R,D)
- 1911: The Cattleman’s Daughter (K,R,D)
- 1911: The Outlaw and the Child (K,R,D)
- 1911: On the Desert’s Edge (K,R,D)
- 1911: The Romance on 'Bar O' (K,R,D)
- 1911: A Thwarted Vengeance (K,D)
- 1911: Across the Plains (K,R,D)
- 1911: The Sheriff’s Chum (K,R,D)
- 1911: The Bad Man’s First Prayer (K,R,D)
- 1911: The Indian Maiden’s Lesson (K,R,D)
- 1911: What a Woman Can Do (K,R,D)
- 1911: The Bunco Game at Lizardhead (K,R,D)
- 1911: The Puncher’s New Love (K,R,D)
- 1911: The Lucky Card (K,R,D)
- 1911: The Infant at Snakeville (K,BB,R,D)
- 1911: Forgiven in Death (K,R,D)
- 1911: The Tribe’s Penalty (K,R,D)
- 1911: The Sheriff’s Brother (K,D)
- 1911: At the Break of Dawn (K,R,D)
- 1911: The Corporation and the Ranch Girl (K,R,D)
- 1911: The Backwoodsman’s Suspicion (K,R,D)
- 1911: The Outlaw Samaritan (K,R,D)
- 1911: The Cattle King’s Daughter (K,R)
- 1911: The Two Fugitives (K,R,D)
- 1911: The Two-Gun Man (K,D)
- 1911: A Pal’s Oath (K,R,D)
- 1911: The Ranchman’s Son (K,D)
- 1911: Spike Shannon’s Last Fight (K,R,D)
- 1911: A Western Girl’s Sacrifice (K,R,D)
- 1911: Broncho Bill’s Last Spree (K,BB,R,D)
- 1911: The Puncher’s Law (K,R,D)
- 1911: The Millionaire and the Squatter (K,R,D)
- 1911: An Indian’s Sacrifice (K,R,D)
- 1911: The Power of Good (K,BB,R,D)
- 1911: The Strike at the Little Jonny Mine (K,R,D)
- 1911: The Sheriff’s Decision (K,R,D)
- 1911: Town Hall, Tonight (K,BB,R)
- 1911: The Stage Driver’s Daughter (K,R,D)
- 1911: A Western Redemption (K,BB,R,D)
- 1911: The Forester’s Plea (KR,D)
- 1911: Outwitting Papa (K,R)
- 1911: The Outlaw Deputy (K,R,D)
- 1911: The Girl Back East (K,R,D)
- 1911: The Desert Claim (BB)
- 1911: Hubby’s Scheme (K,R)
- 1911: The Mountain Law (K,D)
- 1911: The Cowboy Coward (K,R,D)
- 1911: Broncho Billy’s Christmas Dinner (K,BB,D)
- 1911: A Story of the West (K,BB,R)
- 1911: Broncho Billy’s Adventure (K,BB,R,D)
- 1912: A Child of the West (K,R)
- 1912: The Tenderfoot Foreman (K,BB,R)
- 1912: The Sheepman’s Escape (K,BB,R)
- 1912: The Oath of His Office (K,BB,R)
- 1912: Broncho Billy and the Schoolmistress (K,BB,R)
- 1912: The Deputy and the Girl (K,BB,R)
- 1912: The Ranch Girl’s Mistake (K,BB,R)
- 1912: The Bandit’s Child (K,BB,R)
- 1912: The Deputy’s Love Affair (K,BB,R,D)
- 1912: Alkali Ike Bests Broncho Billy (K,BB,R,D)
- 1912: An Arizona Escapade (K,R)
- 1912: A Road Agent’s Love (K,R)
- 1912: Broncho Billy and the Girl (K,BB,R)
- 1912: Under Mexican Skies (K,R)
- 1912: The Indian and the Child (K,R)
- 1912: Broncho Billy and the Bandits (K,BB,R,D)
- 1912: The Dead Man’s Claim (K,R)
- 1912: The Sheriff and His Man (K,R)
- 1912: A Western Legacy (K,R)
- 1912: The Desert Sweetheart (K,R)
- 1912: Broncho Billy’s Bible (K,BB,D)
- 1912: On El Monte Ranch (K,R)
- 1912: A Child of the Purple Sage (K,R)
- 1912: Western Hearts (K,R)
- 1912: Broncho Billy’s Gratitude (K,BB,R)
- 1912: The Foreman’s Cousin (K,R)
- 1912: Broncho Billy and the Indian Maid (K,BB,R)
- 1912: On the Cactus Trail (K,R)
- 1912: Broncho Billy’s Narrow Escape (K,BB,R)
- 1912: A Story of Montana (K,R)
- 1912: The Smuggler’s Daughter (K,BB,R,D)
- 1912: A Wife of the Hills (K,BB,R)
- 1912: A Moonshiner’s Heart (K,R)
- 1912: Broncho Billy’s Pal (K,BB,R)
- 1912: Broncho Billy’s Last Hold-Up (K,BB,R)
- 1912: Broncho Billy’s Escapade (K,BB,R)
- 1912: Broncho Billy for Sheriff (K,BB,R)
- 1912: The Ranchman’s Trust (K,BB,R)
- 1912: Broncho Billy Outwitted (K,BB,R)
- 1912: An Indian Sunbeam (K,R)
- 1912: The Ranch Girl’s Trial (K,R,D)
- 1912: An Indian’s Friendship (K,BB,R)
- 1912: Broncho Billy’s Heart (K,BB,R,D)
- 1912: Broncho Billy’s Mexican Wife (K,BB,R,D)
- 1912: Western Girls (K,R,D)
- 1912: Broncho Billy’s Love Affair (K,BB,R,D)
- 1912: Broncho Billy’s Promise (K,BB,R,D)
- 1912: The Reward for Broncho Billy (K,BB,D)
- 1913: Broncho Billy and the Maid (K,BB,R,D)
- 1913: Broncho Billy and the Outlaw’s Mother (K,BB,R,D)
- 1913: Broncho Billy’s Brother (K,BB,R)
- 1913: Broncho Billy’s Gun Play (K,BB,R,D)
- 1913: The Making of Broncho Billy (K,BB,R,D)
- 1913: Broncho Billy’s Last Deed (K,BB,R,D)
- 1913: Broncho Billy’s Ward (K,BB,R,D)
- 1913: Broncho Billy and the Sheriff’s Kid (K,BB,R,D)
- 1913: The Influence of Broncho Billy (K,BB,R,D)
- 1913: Broncho Billy and the Squatter’s Daughter (K,BB,R,D)
- 1913: Broncho Billy and the Step-Sisters (K,BB,R,D)
- 1913: Broncho Billy’s Sister (K,BB,R,D)
- 1913: Broncho Billy’s Gratefulness (K,BB,R,D)
- 1913: Broncho Billy’s Way (K,BB,R,D)
- 1913: Broncho Billy’s Reason (K,BB,R,D)
- 1913: The Accusation of Broncho Billy (K,BB,R,D)
- 1913: Des Kindes Einfluss (Broncho Billy and the Rustler’s Child, K,BB,R,D)
- 1913: The Crazy Prospector (K,BB,R,D)
- 1913: Broncho Billy’s Grit (K,BB,R,D)
- 1913: Broncho Billy and The Express Rider (K,BB,R)
- 1913: Broncho Billy’s Capture (K,BB,R,D)
- 1913: The Ranch Feud (K,BB,R,D)
- 1913: Broncho Billy’s Strategy (K,BB,R)
- 1913: Broncho Billy and the Western Girls (K,BB,R,D)
- 1913: Broncho Billy and the Schoolmam’s Sweetheart (K,BB,R,D)
- 1913: The Tenderfoot Sheriff (K,BB,R,D)
- 1913: Broncho Billy’s and the Navajo Maid (K,BB,R,D)
- 1913: The Man in the Cabin (K,BB,R,D)
- 1913: Broncho Billy’s Mistake (K,BB,R,D)
- 1913: A Western Sister’s Devotion (K,BB,R,D)
- 1913: Broncho Billy’s Conscience (K,BB,R,D)
- 1913: Bonnie on the Hills (K)
- 1913: Broncho Billy Reforms (K,BB,R,D)
- 1913: The Redeemed Claim (K,R,D)
- 1913: Why Broncho Billy Left Bear County (K,BB,R,D)
- 1913: The Struggle (K,R,D)
- 1913: Broncho Billy’s Oath (K,BB,R,D)
- 1913: Broncho Billy Gets Square (K,BB,R,D)
- 1913: Broncho Billy’s Elopement (K,BB,R,D)
- 1913: The Doctor’s Duty (K,R,D)
- 1913: Broncho Billy’s Secret (K,BB,R,D)
- 1913: The Wheels of Safety (K,R,D)
- 1913: The New Schoolmarm of Green River (K,R,D)
- 1913: Broncho Billy’s First Arrest (K,BB,R,D)
- 1913: Broncho Billy’s Squareness (K,BB,R,D)
- 1913: The Three Gamblers (K,BB,R,D)
- 1913: Broncho Billy’s Christmas Deed (K,BB,R)
- 1914: The Redemption of Broncho Billy (K,BB,R,D)
- 1914: Snakeville’s New Doctor (K,BB,R,D)
- 1914: Broncho Billy, Guardian (K,BB,R,D)
- 1914: A Night on the Road (K,BB)
- 1914: Broncho Billy and the Bad Man (K,BB,R,D)
- 1914: Broncho Billy and the Red Man (K,BB,R,D)
- 1914: Broncho Billy and the Settler’s Daughter (K,BB,R,D)
- 1914: The Calling of Jim Barton (K,R,D)
- 1914: The Interference of Broncho Billy (K,BB,D)
- 1914: Broncho Billy’s True Love (K,BB,R,D)
- 1914: The Treachery of Broncho Billy’s Pal (K,BB,D)
- 1914: Broncho Billy and the Rattler (K,BB,R,D)
- 1914: Broncho Billy -- Gun-Man (K,BB,R)
- 1914: Broncho Billy’s Close Call (K,BB,R,D)
- 1914: Broncho Billy’s Sermon (K,BB,R,D)
- 1914: Broncho Billy’s Leap (K,BB,R,D)
- 1914: Red Riding Hood of the Hills (K,BB,R,D)
- 1914: Broncho Billy’s Cunning (K,BB,R,D)
- 1914: Broncho Billy’s Duty (K,BB,R,D)
- 1914: The Good-for-Nothing (K,R,D)
- 1914: Broncho Billy and the Mine Shark (K,BB,R,D)
- 1914: Broncho Billy, Outlaw (K,BB,R,D)
- 1914: Broncho Billy’s Jealousy (K,BB,R,D)
- 1914: Broncho Billy’s Punishment (K,BB,R)
- 1914: Broncho Billy and the Sheriff (K,BB,R,D)
- 1914: Broncho Billy Puts One Over (K,BB,R)
- 1914: Broncho Billy and the Gambler (K,BB,R)
- 1914: The Squatter’s Gal (K,BB,R)
- 1914: Broncho Billy’s Fatal Joke (K,BB,R)
- 1914: Broncho Billy Wins Out (K,BB,R)
- 1914: Broncho Billy’s Wild Ride (K,BB,R)
- 1914: Broncho Billy’s Indian Romance (K,BB,R)
- 1914: Broncho Billy, the Vagabond (K,BB,R)
- 1914: Snakeville’s Most Popular Lady (K)
- 1914: Broncho Billy, a Friend in Need (K,BB,R)
- 1914: Broncho Billy Butts In (K,BB,R)
- 1914: The Strategy of Broncho Billy’s Sweetheart (K,BB,R)
- 1914: Broncho Billy Trapped (K,BB,R)
- 1914: Broncho Billy and the Greaser (K,BB,R)
- 1914: Broncho Billy Rewarded (K,BB,R)
- 1914: Broncho Billy -- Favorite (K,BB,R)
- 1914: Broncho Billy’s Mother (K,BB)
- 1914: Broncho Billy’s Mission (K,BB,R)
- 1914: Broncho Billy’s Decision (K,BB)
- 1914: The Tell-Tale Hand (K,BB,R)
- 1914: Broncho Billy’s Scheme (K,BB,R)
- 1914: Broncho Billy’s Double Escape (K,BB,R)
- 1914: Broncho Billy’s Judgment (K,BB,R)
- 1914: Broncho Billy’s Dad (K,BB,R)
- 1914: Broncho Billy’s Christmas Spirit (K,BB,R, Film Verschollen)
- 1914: Broncho Billy and the Sheriff’s Office (K,BB,R)
- 1915: Broncho Billy and the Escaped Bandit (K,BB,R,D)
- 1915: Broncho Billy and the Claim Jumpers (K,BB,R,D)
- 1915: Broncho Billy and the Sisters (K,BB,R,D)
- 1915: When Love and Honor Called (K,BB,R)
- 1915: Broncho Billy and the Baby (K,BB,R,D)
- 1915: Broncho Billy and the False Note (K,BB,R,D)
- 1915: Broncho Billy’s Greaser Deputy (K,BB,R,D)
- 1915: Broncho Billy’s Sentence (K,BB,R,D)
- 1915: Broncho Billy and the Vigilante (K,BB,R,D)
- 1915: Broncho Billy’s Brother (K,BB,R,D)
- 1915: Broncho Billy’s Venegance (K,BB,R,D)
- 1915: Der Champion (The Champion)
- 1915: Broncho Billy’s Teachings (K,BB,R,D)
- 1915: The Western Way (K,R)
- 1915: The Outlaw’s Awakening (K,R)
- 1915: Ingomar of the Hills (K,R)
- 1915: Andy of the Royal Mounted (K,R)
- 1915: The Face at the Curtain (K,R)
- 1915: His Wife’s Secret (K,R)
- 1915: The Tie That Binds (K,R)
- 1915: His Regeneration (K,R)
- 1915: The Other Girl (K,R)
- 1915: The Revenue Agent (K,R)
- 1915: The Bachelor’s Burglar (K,R)
- 1915: Broncho Billy’s Word of Honor (K,BB,R,D)
- 1915: The Wealth of the Poor (K,R)
- 1915: Broncho Billy and the Land Grabber (K,BB,R,D)
- 1915: Her Realization (K,R)
- 1915: The Little Prospector (K,BB,R)
- 1915: Broncho Billy Well Repaid (K,BB,R,D)
- 1915: The Bachelor’s Baby (K,R)
- 1915: Broncho Billy and the Posse (K,BB,R,D)
- 1915: Broncho Billy’s Surrender (K,BB,D)
- 1915: Broncho Billy’s Protégé (K,BB,R,D)
- 1915: Broncho Billy Steps In (K,BB,R,D)
- 1915: Broncho Billy’s Marriage (K,BB,R,D)
- 1915: Her Return (K,R)
- 1915: Broncho Billy Begins Life Anew (K,BB,R,D)
- 1915: Broncho Billy and the Lumber King (K,BB,R,D)
- 1915: Broncho Billy and the Card Sharp (K,BB,R,D)
- 1915: An Unexpected Romance (K,R)
- 1915: The Convict’s Threat (K,R)
- 1915: Broncho Billy Misled (K,BB,R)
- 1915: Broncho Billy, Sheepman (K,BB,R,D)
- 1915: Suppressed Evidence (K,R)
- 1915: Broncho Billy’s Parents (K,BB,R,D)
- 1915: Broncho Billy Even Matters (K,BB,R)
- 1915: Broncho Billy’s Cowardly Brother (K,BB,R,D)
- 1915: Broncho Billy’s Mexican Wife (K,BB,R)
- 1915: Wine, Women and Song (K,R)
- 1915: The Indian’s Narrow Escape (K,R)
- 1915: Too Much Turkey (K,R)
- 1915: Broncho Billy’s Love Affair (K,BB,R)
- 1915: The Burglar’s Godfather (K,R)
- 1915: The Escape of Broncho Billy (K,BB,R)
- 1915: A Christmas Revenge (K,BB,R)
- 1916: Her Leason (K,R)
- 1916: The Book Agent’s Romance (K,R)
- 1916: The Man in Him (K,R)
- 1916: Humanity (R,BB,D)
- 1918: Shootin’ Mad (K,BB,D)
- 1919: The Son-of-a-Gun (R,D)
- 1919: Red Blood and Yellow (K,R,D)
- 1922: The Greater Duty
- 1940: Life with Henry
- 1965: Colorado Saloon 12 Uhr 10 (The Bounty Killer)